# Takijirō Ōnishi
Takijirō Ōnishi (大西 瀧治郎?, Ōnishi Takijirō; Prefettura di Hyōgo, 2 giugno 1891 – Tokyo, 16 agosto 1945) è stato un ammiraglio giapponese, attivo durante la seconda guerra mondiale.
Entrò nella marina imperiale giapponese nel 1912 e, dopo un primo ciclo di servizio su naviglio da guerra obsoleto e alcuni anni di formazione basilare, si arruolò nell'aviazione navale nel 1916. Operò con il gruppo aereo basato a Yokosuka in più tempi tra il 1918 e il 1922, periodo nel quale viaggiò anche in Europa (1919), prestò servizio nello stato maggiore della 1ª Flotta e ricoprì mansioni di gestione e amministrazione. Nel marzo 1922 divenne comandante di stormo nel gruppo Yokosuka e poi istruttore di volo, espandendo la propria attività anche al gruppo aereo di Kasumigaura. Nel 1924 riprese mansioni d'ufficio presso il Ministero della Marina. Capitano di corvetta alla fine del 1925, nel 1926 entrò nelle file del gruppo aereo di Sasebo e nel 1927 entrò nello stato maggiore della Flotta Combinata; l'anno successivo fu nominato comandante del gruppo aereo imbarcato sulla portaerei leggera Hosho, ottenendo a novembre il grado di capitano di fregata.
Al principio degli anni trenta fu trasferito sulla portaerei Kaga quale comandante in seconda, quindi fu promosso capitano di vascello nel novembre 1933 e prese il comando del gruppo aereo di Sasebo: ufficiale preparato, eccellente conoscitore e propugnatore dell'arma aerea, si segnalò per la professionalità, il carisma e le opinioni poco ortodosse sulle corazzate, tenute in alto conto dai comandi della marina ma da lui liquidate come inutili. Negli anni trenta operò nei cieli cinesi, ottenendo la qualifica di asso, quindi dal 1936 all'ottobre 1939 fu Capo dell'Ufficio istruzione del Comando aereo navale. Il 15 gennaio 1941 fu scelto come capo di stato maggiore dell'11ª Flotta aerea, ma non ebbe ruoli di comando dopo l'attacco di Pearl Harbor (alla cui pianificazione aveva contribuito): fu invece messo a dirigere l'Ufficio amministrazione del Comando aereo navale.
Viceammiraglio nel maggio 1943, verso la fine del 1944 fu promosso comandante della depauperata 1ª Flotta aerea, di stanza nelle Filippine che il 20 ottobre furono attaccate in forze dagli Stati Uniti; fu qui che con comprensibile angoscia concepì, ispirato da precedenti ed episodici attacchi suicidi, la formula d'attacco dei kamikaze, piloti che schiantavano il proprio aereo carico di esplosivo sulle navi nemiche. Tornato in patria, nel 1945 divenne vicecapo dello stato maggiore generale della marina. All'annuncio via radio della resa incondizionata dell'Impero giapponese, si tolse la vita.

## Biografia

### Primi anni in marina
Takijirō Ōnishi nacque il 2 giugno 1891 nel villaggio di Ashida (Prefettura di Hyōgo) da un'antica famiglia di samurai. Iscrittosi all'Accademia navale di Etajima, fece parte della 40ª classe e si diplomò nel 1912, ventesimo su 144 allievi; ottenne la nomina ad aspirante guardiamarina e fu imbarcato sull'incrociatore protetto Soya il 17 luglio, sul quale rimase diversi mesi. Il 1º maggio 1913 fu integrato nell'equipaggio dell'incrociatore da battaglia Tsukuba e sette mesi più tardi gli fu concesso il grado di guardiamarina. Il 27 maggio 1914 fu riassegnato alla corazzata Kawachi. Il 1º dicembre 1914 tornò a terra per frequentare il Corso base alla Scuola artiglieria navale e, dal 26 maggio 1915, il Corso base alla Scuola siluristi. Promosso sottotenente di vascello il 13 dicembre, salì a bordo della nave appoggio idrovolanti Wakamiya e fu ammesso all'interno del Comitato per la ricerca e l'addestramento al volo: il giovane Ōnishi, brillante e aperto alle innovazioni, fu infatti sin da subito interessato all'aeroplano e alla cooperazione tra navi e velivoli. Il 1º aprile 1916 fu assegnato all'unità aerea di stanza a Yokosuka e cinque mesi dopo passò nelle file del Servizio aeronautico della marina, da poco istituito. Il 1º dicembre ritornò al reparto aereo di Yokosuka, presso il quale rimase quasi un anno impratichendosi nel pilotaggio di svariati tipi di aerei. Il 20 novembre 1917 fu assegnato quale assistente di stato maggiore della 1ª Flotta per compiti speciali; già il 21 gennaio 1918 rientrò nell'unità di Yokosuka. Dal 1º novembre fece parte del personale del 2º Distretto navale con quartier generale a Kure e poco dopo partì per un viaggio di formazione nel Regno Unito e in Francia: un mese più tardi ricevette notizia della sua promozione a tenente di vascello, seguita il 9 agosto 1919 dalla nomina a Supervisore per l'Approvvigionamento in seno al Distretto.

### Gli anni venti

Ōnishi in tenuta di volo nella cabina di un aereo

Il 26 gennaio 1920 Ōnishi fu eliminato dal personale del Distretto di Kure, ma mantenne l'incarico di Supervisore. Richiamato il 5 ottobre 1920, fu nuovamente assegnato al gruppo aereo di Yokosuka il 6 agosto 1921 e il 10 agosto fu inoltre integrato nello stato maggiore del Centro d'addestramento aereo temporaneo; il 14 settembre assunse infine il ruolo di istruttore sia alla Scuola d'artiglieria, sia alla Scuola siluristi. Il 30 marzo 1922 lasciò questi compiti perché scelto come sostituto provvisorio del comandante di stormo del reparto di base Yokosuka: il 1º novembre peraltro divenne istruttore di tale gruppo aereo e anche di quello di stanza a Kasumigaura. Il 20 gennaio 1923 tornò a essere un semplice membro del gruppo aereo di Yokosuka senza comandi di rilievo. Il 1º novembre ricevette la nomina ad attendente presso lo stato maggiore generale della Marina imperiale giapponese e divenne membro temporaneo dello stato maggiore dell'Ufficio istruzione, dipendente dal Ministero della Marina; un mese esatto più tardi lasciò il posto di attendente per entrare, provvisoriamente, nel personale dell'Ufficio Affari navali nel Ministero. Il 10 settembre 1924 Ōnishi fu trasferito al 1º Distretto navale (Yokosuka) e il 1º ottobre entrò nei ranghi del gruppo aereo di Kasumigaura. Durante il servizio nell'unità, il 1º dicembre riuscì a ottenere la promozione a capitano di corvetta e il 7 gennaio 1925 assunse il ruolo di istruttore del reparto aereo.
Il 1º febbraio 1926 fu nominato comandante di stormo nel gruppo aereo dislocato a Sasebo, con il quale continuò a estendere la conoscenza personale dei diversi apparecchi in dotazione al Servizio aeronautico. Il 1º dicembre fu trasferito sulla petroliera di squadra Notoro e un anno più tardi venne assegnato al personale dello stato maggiore della Flotta Combinata, venendo inoltre nominato assistente allo stato maggiore della 1ª Flotta; il 10 dicembre 1928 tornò a operare in mare quale ufficiale capo del gruppo aereo imbarcato sulla portaerei leggera Hosho. Il 1º novembre 1929 fu trasferito allo stato maggiore dell'Ufficio istruzione del Comando aereo navale e il 30 novembre fu elevato al grado di capitano di fregata.

### Gli anni trenta

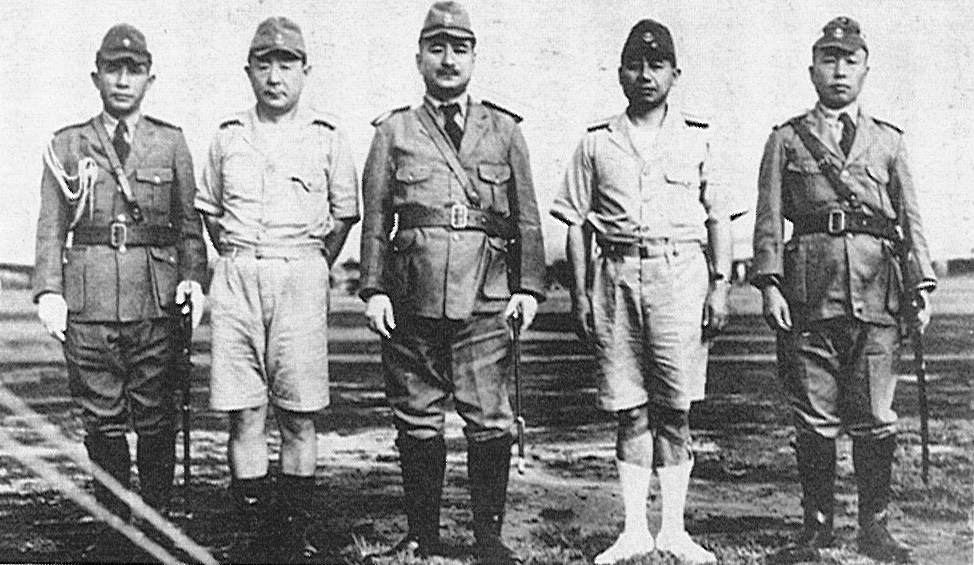
Ufficiali dell'aviazione navale sul fronte cinese: si riconoscono il capitano Ōnishi (quarto da sinistra), il viceammiraglio Shigetarō Shimada (al centro) e il capitano Tamon Yamaguchi (secondo da sinistra)

Dal 1º dicembre 1931 Ōnishi fu membro dell'Ufficio istruzione dipendente dal Ministero della Marina (nel quale aveva già servito nel 1923), mantenendo l'incarico anche presso l'omonimo ufficio del Comando aereo navale. Il 2 febbraio 1932 fu destinato allo stato maggiore della 3ª Flotta ma il 7 aprile fu ridislocato presso l'Ufficio istruzione del Comando aereo navale. Il 15 novembre salì a bordo della portaerei di squadra Kaga in qualità di vicecomandante e vi rimase sino al 20 ottobre 1933, quando fu nominato comandante in capo del gruppo aereo di base a Sasebo; il 15 novembre fu promosso capitano di vascello. Nel corso del 1934 Ōnishi redasse un memorandum nel quale richiedeva la rottamazione delle superate corazzate, deprecava l'impostazione della classe Yamato e dichiarava che la marina doveva dotarsi di una grande flotta di portaerei: affermazioni come questa lo portarono spesso in contrasto con gli ufficiali più anziani, meno aperti a profonde innovazioni tattiche. Il capitano Ōnishi si costruì una reputazione di uomo d'azione (era divenuto asso nei cieli cinesi) ed esperto dell'aviazione imbarcata, ma fu anche un riflessivo ufficiale capace di stendere brillanti piani a livello tattico, fama che forse venne accresciuta quando vinse un torneo nazionale di Mah Jong, cui partecipò sotto falso nome. Era altresì nota la sua passione per il gioco d'azzardo ed era assiduo frequentatore delle geisha.
Il 15 novembre 1934 ritornò a terra perché scelto quale vicecomandante del gruppo aereo stanziato a Yokosuka, del quale divenne contemporaneamente capo istruttore. Il 1º aprile 1936 fu nominato Capo dell'Ufficio istruzione del Comando aereo navale e mantenne tale incarico per oltre tre anni. Durante questo periodo, Ōnishi si oppose fermamente alla creazione di un'aviazione indipendente, manifestando il proprio disappunto in un documento del luglio 1937. Alla stessa data era scoppiata la seconda guerra sino-giapponese e nei mesi seguenti Ōnishi s'interessò alle conseguenze psicologiche cagionate nei soldati da esperienze violente: nel 1938 scrisse e pubblicò un libro in proposito, intitolato Etiche di guerra nella marina imperiale.

### La seconda guerra mondiale

#### 1939-1943
Il 19 ottobre 1939 Ōnishi fu nominato comandante della 2ª Unità aerea combinata e il 15 novembre ottenne il grado di contrammiraglio; il 1º novembre 1940 assunse il comando della 1ª Unità aerea combinata. Nel frattempo la seconda guerra mondiale stava allargandosi e il 27 settembre l'Impero giapponese aveva stipulato con l'Italia fascista e la Germania nazista il Patto tripartito. Lo stato maggiore generale della marina si mise all'opera, all'inizio del 1941, per studiare un piano di attacco su Pearl Harbor: nei lavori fu coinvolto attivamente anche il contrammiraglio Ōnishi, che dette prova della consueta professionalità. Egli tuttavia fece presente che iniziare un conflitto senza formale dichiarazione di guerra avrebbe impedito qualsiasi pace di compromesso, obiettivo ultimo dei vertici politico-militari giapponesi.
Nel corso della dettagliata pianificazione, Ōnishi ebbe l'incarico di capo di stato maggiore dell'11ª Flotta aerea (15 gennaio 1941). Il 7 dicembre 1941 la marina imperiale condusse l'attacco di Pearl Harbor e al contempo le forze armate nipponiche dettero avvio all'espansione in Estremo Oriente e Sud-est asiatico. Attendente presso il Comando aereo navale dal 10 febbraio 1942, Ōnishi non partecipò ai combattimenti della prima fase della guerra e anzi il 30 marzo fu posto a Capo dell'Ufficio amministrazione del Comando, ruolo che mantenne a lungo: durante l'incarico fu promosso viceammiraglio, il 1º maggio 1943. Il 1º novembre entrò a far parte dell'Ufficio degli Affari navali (Ministero della Marina) e divenne Capo dell'Agenzia aerei da guerra, sezione del Dipartimento logistica militare. Mantenne infine la dirigenza dell'Ufficio amministrazione.

#### 1944

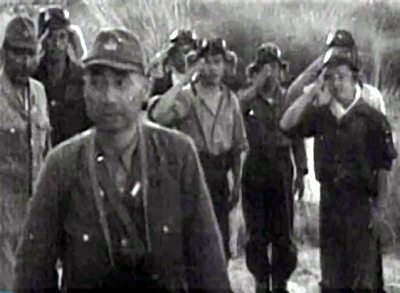
Il viceammiraglio Ōnishi subito dopo aver presenziato alla cerimonia di saluto ai primi kamikaze (in secondo piano), fine ottobre 1944

Negli ultimi mesi del 1944 Ōnishi fu inviato alle Filippine e qui, il 5 ottobre, divenne assistente di stato maggiore della Flotta dell'Area Sud-occidentale; subito dopo (il 20 ottobre) fu nominato comandante in capo della 1ª Flotta aerea, con una forza teorica di circa 400 velivoli. I bombardamenti preparatori dei giorni passati e in quelli appena precedenti lo sbarco della 3ª e 7ª Forza anfibia statunitensi sull'isola di Letye avevano però distrutto, danneggiato o abbattuto quasi 350 dei suoi apparecchi: in queste circostanze avverse concepì una forma istituzionalizzata di attacco suicida condotto da velivoli. Tra il 1942 e il 1943 l'aviazione di marina e quella dell'esercito avevano visto calare la professionalità e il rendimento dei reparti aerei, rafforzati da reclute sempre meno addestrate ed equipaggiati con macchine di qualità inferiore ai velivoli avversari; perciò gli attacchi convenzionali su obiettivi militari erano divenuti sproporzionatamente dispendiosi in confronto ai magri risultati: come conseguenza si diffusero un feroce senso d'impotenza e lo scoramento. Già prima dell'ottobre 1944 si erano verificati casi di singoli piloti giapponesi che, spesso per i danni subiti dall'aereo o talvolta su decisione propria, maturata nel tempo, si erano gettati su una nave nemica: simili eventi furono però ignorati o messi da parte dagli stati maggiori. Lo stesso Ōnishi deprecò fermamente simili atti, almeno fino al giugno 1944, quando rimase profondamente colpito dall'annientamento dei gruppi aerei imbarcati durante la battaglia del Mare delle Filippine (più di 300 velivoli) senza alcuna contropartita.
Un primo attacco suicida fu portato dal comandante del reparto aereo di stanza a Iwo Jima il 5 luglio 1944, ma fu impedito dalle pattuglie di caccia; particolare scalpore destò un attacco aereo avvenuto il 15 ottobre, quando il viceammiraglio Masafumi Arima, rimossi i gradi dalla tuta di volo, condusse il proprio stormo in battaglia e si gettò sulla portaerei USS Franklin, sebbene le testimonianze in merito siano controverse. Senza quasi più aerei e anch'egli partecipe del senso di sconfitta, Ōnishi prese la difficile decisione di proporre ufficialmente un attacco suicida ai propri sottoposti e di adoperare quest'estrema risorsa per respingere l'invasione statunitense delle Filippine, che godeva di una profusione di forze navali. Perciò il 17 o il 19 ottobre tenne un incontro con i comandanti della 201ª Squadriglia di stanza all'aeroporto di Magracat, vicino a Manila. Illustrò loro la situazione strategica e il piano della marina, che necessitava del forte sostegno dell'aviazione; quindi concluse:
Dopo reazioni contrastanti e sofferte discussioni la proposta fu accettata e la 201ª Squadriglia fu riorganizzata come la prima tokubetsu kōgeki tai, abbreviato in tokkō/tokkōtai e stante per "unità d'attacco speciale". Tale denominazione ufficiale fu poi affiancata dal termine kamikaze, in riferimento al "vento divino" che nel 1281 aveva distrutto la flotta inviata da Kublai Khan per invadere il Giappone. I ventisei caccia Zero disponibili furono divisi in due gruppi uguali, uno destinato all'attacco suicida e l'altro a compiti di guida, protezione e osservazione dello svolgimento dell'azione. L'attacco ebbe luogo in due tempi la mattina del 25 ottobre, durante e dopo la caotica battaglia di Samar, e i kamikaze affondarono la portaerei di scorta USS St. Lo. A partire da allora il nuovo, drammatico metodo d'attacco fu usato più volte nelle Filippine, dove tra la fine di ottobre 1944 e il gennaio 1945 il viceammiraglio Ōnishi lanciò 650 aerei in incursioni kamikaze. Tuttavia il sacrificio, sebbene di vasto impatto psicologico tra le file americane, non portò ad apprezzabili risultati tattici.

#### 1945

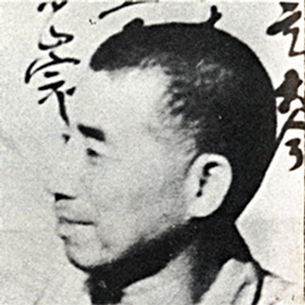
Ritratto ufficiale di Takijirō Ōnishi, eseguito il 15 agosto poco prima del suicidio

All'inizio del 1945 lo stato maggiore generale della marina implementò i kamikaze nel piano di difesa per l'Isola di Okinawa e ne affidò l'inquadramento, organizzazione e comando al viceammiraglio Matome Ugaki: egli riunì aerei obsoleti e li affidò a giovani reclute, volendo preservare i mezzi più moderni e i piloti veterani. Il viceammiraglio Ōnishi, rientrato in Giappone, il 5 maggio fu destinato allo stato maggiore generale e il 19 maggio ne divenne il vicecapo. Nella battaglia di Okinawa la partecipazione dei kamikaze fu travolgente, ma all'atto pratico non inflissero perdite decisive alla marina statunitense. Con il paese devastato dai bombardamenti e dopo l'attacco atomico su Hiroshima e Nagasaki, l'imperatore Hirohito annunciò la resa il 15 agosto 1945. Nonostante il Giappone avesse chiaramente perduto la guerra, Ōnishi rimase sconvolto dal proclama imperiale e, in ottemperanza al codice militare bushido, optò per il suicidio rituale. Prima di uccidersi scrisse un peculiare testamento destinato alle famiglie dei piloti kamikaze:
Redatto il documento, Ōnishi s'accinse a suicidarsi senza un kaishakunin ("colui che decapita"): impugnò una spada e si squarciò il ventre, ma non fu in grado di recidersi la gola. Trovato in gravi condizioni la mattina del 16 agosto, secondo le testimonianze rifiutò cure mediche e non permise che qualcuno lo finisse. Morì poco più tardi, dopo diciotto ore di atroci sofferenze. Il suo corpo fu tumulato nel tempio buddhista Sōji-ji di Yokohama.

## Onorificenze
Dati tratti da: